# برنارد رین
برنارد رین (استونیایی: Bernard Rein؛ ۱۹ نوامبر ۱۸۹۷ – ۹ نوامبر ۱۹۷۶) بازیکن فوتبال اهل استونی بود.
وی همچنین در تیم ملی فوتبال استونی بازی کرده‌است.